# Sugár István (játékvezető)
Sugár István (Budapest, 19. század –1914. március után) magyar nemzeti labdarúgó-játékvezető.  Elesett az első világháborúban.

## Pályafutása

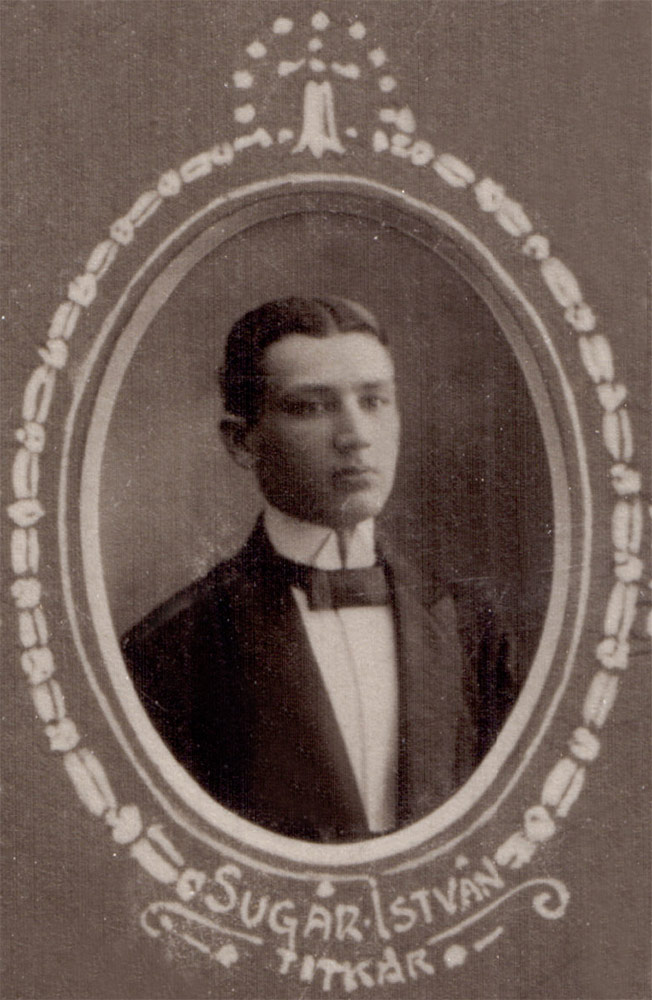
Sugár István a Nemzeti SC titkáraként a labdarúgóklub 1909-es képeslapján

Az MLSZ tanácsa határozata alapján hivatalos mérkőzéseket csak az vezethet, aki a Bíróvizsgáló Bizottság (BB) előtt elméleti és gyakorlati vizsgát tett. Játékvezetésből Budapesten vizsgázott. Az MLSZ BB javaslatára NB II-es, majd 1910-től NB I-es bíró. Küldési gyakorlat szerint rendszeres partbírói szolgálatot is végzett. A nemzeti játékvezetés az 1914. március után bekövetkezett halálával befejezte. Küldési gyakorlat szerint rendszeres partbírói szolgálatot is végzett.1908–1914 között a futballbíráskodás legjobb játékvezetői között tartják nyilván. NB I-es mérkőzéseinek száma: 21.
Legkésőbb 1909-től a Nemzeti SC titkáraként is tevékenykedett.
| Időpont           | Helyszín                        | Mérkőzés típusa          | Mérkőzés                  | Eredmény | Nézők száma |
| ----------------- | ------------------------------- | ------------------------ | ------------------------- | -------- | ----------- |
| 1910. december 4. | Népszigeti pálya, Budapest      | első NB I-es mérkőzése   | Újpest FC–Bp. Törekvés SE | 0 – 2    | 1200        |
| 1914. március 8.  | Hungária krt. Stadion, Budapest | utolsó NB I-es mérkőzése | Budapesti TC–MTK          | 1 – 3    | 12 000      |

## Források

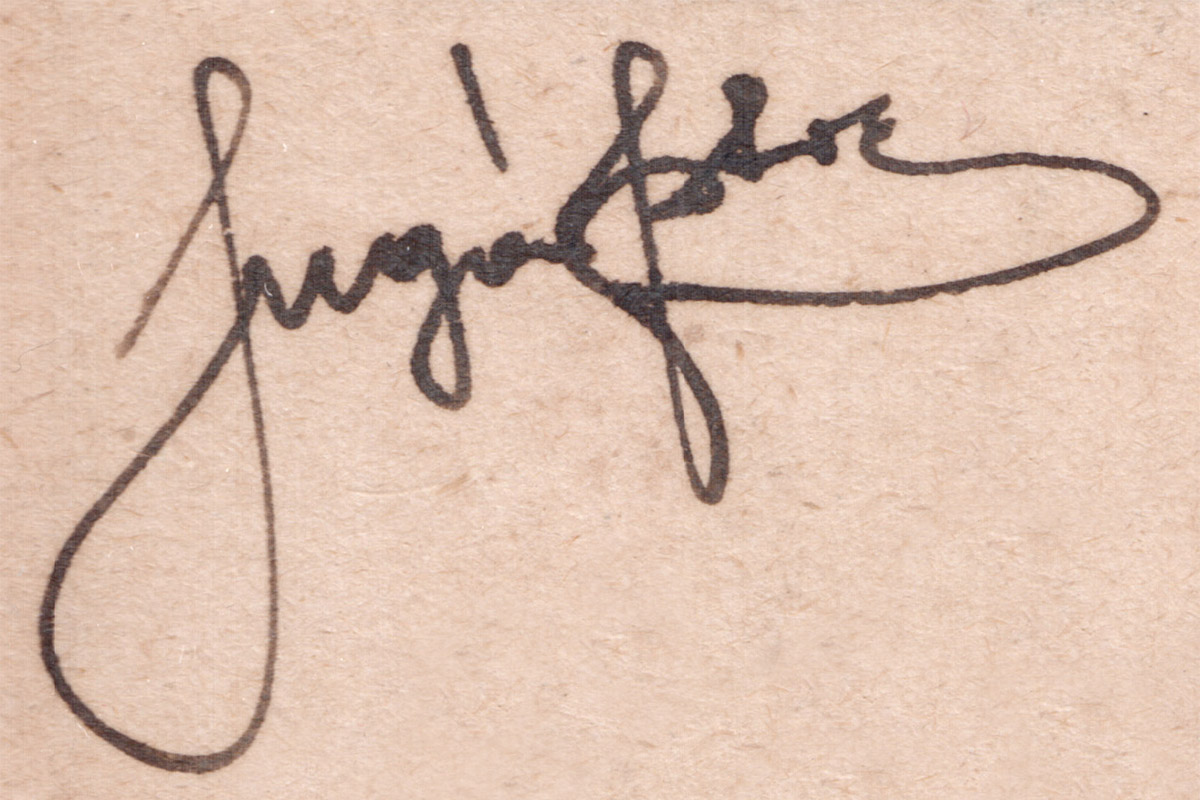
Sugár István aláírása

## Külső hivatkozások
- Sugár István (játékvezető) játékvezetői adatlapja a Nemzeti Labdarúgó Archívum oldalán